# مشاور سرمایه‌گذاری
یک مشاور سرمایه‌گذاری فرد متخصصی است که خدمات مالی به مشتریان ارائه می‌دهد. براساس تنظیم مقررات صنعت مالی ایالات متحده (FINRA) اصطلاحاتی چون مشاوره مالی و برنامه‌ریز مالی اصطلاحات کلی یا عناوین شغلی هستند که برای متخصصان سرمایه‌گذاری استفاده می‌گردد.
FINRA گروه اصلی سرمایه‌گذاران حرفه‌ای را که ممکن است به آن‌ها مشاوران سرمایه‌گذاری نیز گفته شود کارگزاران، مشاوران سرمایه‌گذاری، حسابدارن، وکلا، آژانس‌های بیمه و طراحان مالی توصیف می‌کند. علاوه بر این برای مشاوران سرمایه‌گذاری درک این نکته کلیدی است که چقدر سرمایه‌گذاران بلقوه به‌طور فزاینده‌ای منبع مهمی برای شرکت‌شان هستند.

## مشاوره مالیاتی چیست؟
اگر شما صاحب کسب و کار هستید یا در یک شرکت حسابدارید، حتماً نیاز به حضور شخص یا تیمی از متخصصین را احساس کردید تا مسائل مالیاتی خود را از آن‌ها بپرسید و با بهره‌گیری از راهنمایی‌ آن‌ها، پرونده مالیاتی خود را به بهترین شکل ممکن مدیریت کنید. این افراد مشاوران مالیاتی هستند که با تسلط بر قوانین مالیاتی به شما مشاوره می‌دهند. در ادامه به معرفی انواع روش‌های دریافت مشاوره مالیاتی می‌پردازیم.

## چرا به مشاوره مالیاتی نیاز داریم؟
مشاور مالیاتی یک کارشناس امور مالیاتی است که به‌عنوان فردی ماهر، سال‌ها فعالیت داشته است و مشاوره با وی می‌تواند مزیت‌های بسیاری را به دنبال داشته باشد. به ویژه اگر مشاور مالیاتی قبلا در سازمان مالیات فعالیت داشته، می‌توان گفت با رسیدگی پرونده‌های مالیاتی متعدد، به خوبی با راه حل‌های مالیاتی آشنایی کامل دارد؛ و پرونده مالیاتی شما می‌تواند مشابه یکی از هزاران پرونده‌ای باشد که طی سال‌ها با آن برخورد داشته و مشکل آن برطرف شده است.

## وظایف مشاور مالیاتی
اولین وظیفه مشاور مالیاتی، ارائه خدمات مشاوره به مدیران یک کسب و کار است. لازم است صاحب کسب و کار با پیچیدگی‌های قوانین مالیاتی آشنا شود. کارکنان بخش مالی هر شرکت یا سازمان، به تنظیم صورت‌های مالی می‌پردازند تا صورت‌های مالی خود را به شفاف‌ترین و دقیق‌ترین حالت ممکن تنظیم کنند.
لازم است تنظیم صورت‌های مالی تحت نظارت مشاور مالیاتی انجام شود تا به پرداخت حداقل مالیات منتهی شود. وظیفه مشاور مالیاتی، نظارت بر قراردادها، بررسی نحوه دریافت و پرداخت‌ها، معرفی راهکارهای استفاده از معافیت های مالیاتی و غیره است.

##### دادرسی مالیاتی
نظارت بر پرونده مالیاتی یک کسب و کار در اداره مالیات، هیات‌های حل اختلاف، مراجع قانونی، و رسیدگی به پرونده‌های مالیاتی از وظیفه مشاور مالیاتی است. صاحبان مشاغل، هر سال در زمان مشخص اقدام به بررسی حساب‌ها و پرکردن فرم اظهارنامه مالیاتی برای ارسال به اداره مالیات می‌کنند.
گاهی اوقات نیز، مامور ممیز مالیاتی بر اساس بررسی‌های انجام شده، اظهارنامه مالیاتی شرکت را رد خواهد کرد و رقم دیگری به عنوان مالیات برای شرکت مذکور در نظر می‌گیرد. در چنین مواقعی، شرکت نیاز به مشاور مالیاتی دارد که بتواند در مراجع رسیدگی به حل اختلاف، از اظهارنامه مالیاتی شرکت دفاع کند تا از پرداخت مالیات مضاعف و سنگین تحمیل شده جلوگیری کند.
به این ترتیب مشاور مالیاتی که وظیفه دادرسی مالیاتی را برعهده دارد، با در دست گرفتن پرونده مالیاتی شرکت، با تکیه بر تخصص و مهارت خود در تسلط قوانین مالیاتی، در هیات حل اختلاف حضور پیدا می‌کند.
وظیفه مشاور مالیاتی در این شرایط، دفاع از اظهارنامه مالیاتی ارسال شده توسط شرکت مطبوع بوده و رای صادر شده توسط اداره مالیات را بر می‌گرداند تا از پرداخت مالیات سنگین توسط شرکت جلوگیری کند.

## کاربرد مشاوره گذاری
شاید این سؤال برای شما مطرح شده باشد که کاربرد مشاوره مالیاتی چیست آیا من نیز به مشاوره مالیاتی نیاز دارم؟ در پاسخ به این سؤال باید بگوییم، دارندگان هر نوع کسب و کاری که مشمول قوانین مالیات و دارایی هستند، نیاز به مشاوره دارند.
می‌توان گفت، کمک گرفتن از یک مشاور مالیاتی، تنها راهی است که می‌تواند کسب و کار شما را از پرداخت مالیات‌های سنگین و کمرشکن نجات دهد.
با کمک مشاور مالیاتی خوب، تمامی اسناد، صورت‌های مالی و قراردادهای شما برای کاهش هزینه مالیات بررسی شده و راه حل‌های مالیاتی ارائه می‌شود. در واقع مشاور مالیاتی در موارد زیر به دارندگان انواع کسب و کار کمک می‌کند:
- مشاوره مالیات برای پزشکان، بیمارستان‌ها و مراکز درمانی
- مشاوره مالیات برای فعالان اقتصادی، مشاغل دولتی و غیردولتی
- مشاوره مالیات بر خرید و فروش طلا، سکه، ارز دیجیتال و کلیه ارزهای نقدی
- مشاوره مالیات بر ارث
- مشاوره مالیات بر تراکنش‌های بانکی
- مشاوره مالیات بر املاک و مستغلات
- مشاوره تخصصی مالیات بر خانه‌های خالی
- و تمامی مباحث مرتبط با موضوع مالیات و حل کلیه مشکلات و پرونده‌های مالیاتی

## ویژگی‌های مشاوره مالی
ویژگی‌های مشاوره، شامل شرح وظایف تخصصی یک مشاور مالیاتی در زمینه موضوعات مختلف است. توانایی ارائه انواع مشاوره در زمینه‌های مختلف مالیاتی نظیر مشاوره اشخاص حقیقی و حقوقی، مشاوره شرکت‌ها و انواع کسب کارها در زمینه پزشکی و غیره، مشاوره اظهارنامه مالیاتی، مشاوره مالیات بر ارزش افزوده از ویژگی‌های یک مشاور مالیاتی خوب است.

## نقش
مشاوران مالی معمولاً به مشتریان خود با توجه به مجوزی که دارند و آموزش‌هایی که داشته‌اند محصولات و خدمات مالی، ارائه می‌دهند. به عنوان مثال، یک آژانس بیمه ممکن است قادر به فروش بیمه عمر و مستمری متغیر باشد. یک کارگزار ممکن است یک برنامه‌ریز مالی هم باشد. یک مشاور مالی ممکن است برنامه‌های مالی برای مشتریان ایجاد کند یا محصولات مالی به فروش رساند، یا ترکیبی از هر دو باشد.

## درآمدها
یک مشاور مالی به‌طور کلی از طریق کارمزدها، کمیسیون‌ها، یا ترکیبی از هر دو درآمد دارد. به عنوان مثال، یک مشاور مالی ممکن است از طریق یک یا چند روش زیر درآمد کسب کند:
- کارمزد ساعتی برای خدمات مشاوره
- کارمزد ثابت، مانند ۵۰۰$ در هر سال، برای بررسی یک پرتفوی سالانه و یا۲۰۰۰$ برای یک طرح مالی
- یک کمیسیون برای خرید و فروش اوراق بهادار، مانند $ ۱۲ برای هر معامله
- یک کمیسیون (گاهی اوقات یک "ظرفیت" نامیده می‌شود (بر اساس میزان سرمایه‌گذاری در صندوق‌های سرمایه‌گذاری و یاسرمایه‌گذاری سالیانه متغیر
- نشانه گذاری" A: وقتی شخصی اقدام به خرید محصولات یک "خانه")مانند اوراق قرضه است که کارگزار نگه می‌دارد)، یا یک علامت "پایین" زمانی که آن‌ها به فروش می‌رسد.
- هزینه برای دارایی‌های تحت مدیریت، مانند ۱٪ در سال از دارایی‌های تحت مدیریت

## Advisor vs. adviser
هر دو املای،adviser and advisor پذیرفته می‌شوند و به معنی کسی است که مشاوره ارائه می‌کند. طبق یکی از کتاب‌های درسی، adviser and advisior در صنعت خدمات مالی قابل جایگزینی یکدیگر نیستند، از اصطلاح مشاور adviser به‌طور کلی هنگام اشاره به فعالیت‌های قانونی و الزامات آن و مشاور advisor هنگام اشاره به یک فرد مشاور استفاده می‌گردد. "کنگره و کمیسیون بورس و اوراق بهادار از " مشاوران سرمایه‌گذاری "("investment advisers ") هنگام بحث در مورد قوانین و مقررات فعالیت‌های مشاوران سرمایه‌گذاری در سال ۱۹۴۵ استفاده کرد.

## مقررات

### ایالات متحده آمریکا
در ایالات متحده، FINRA فعالیت شرکت‌های کارگزاری، و نمایندگان ثبت شده آن‌ها را تنظیم و نظارت می‌کند. کمیسیون بورس و اوراق بهادار بر مشاوران سرمایه‌گذاری و نمایندگان مشاور سرمایه‌گذاری نظارت می‌کنند. شرکت‌های بیمه، سازمان‌های بیمه و تولیدکنندگان بیمه توسط مقامات دولتی نظارت می‌شوند. مشاوران سرمایه‌گذاری ممکن است توسط سازمان‌های نظارتی، کمیسیون بورس و اوراق بهادار، به ثبت برسند، یا به موجب معافیت خاص، ثبت نشده باقی می‌ماند.

#### استاندارد امانتی
مقررات ضد تقلب قانون مشاوران سرمایه‌گذاری سال ۱۹۴۰ و بیشتر قوانین ایالتی به مشاوران سرمایه‌گذاری تحمیل می‌کنند که در معاملات با مشتریان خود امانت دار باشند. یعنی مشاور باید منافع مشتری بالاتر از منافع خود را در تمام امور را نگه دارد.
از نظر کمیسیون بورس و اوراق بهادار (SEC) مشاور موظف به اجرای موارد زیر است:
- انتخاب کارگزار-معامله گر بر اساس توانایی آن‌ها در اجرای بهتر معاملات برای حساب‌هایی که مشاور باید کارگزار-معامله گر آن را انتخاب کند
- توصیه بر اساس یک تحقیق منطقی از اهداف سرمایه‌گذار، راه حل‌های تأمین مالی، و سایر عوامل
- همیشه منافع مشتری را نسبت به منافع خود ارجح دانستن

از بحران مالی ۲۰۰۸ بحث‌های زیادی در مورد استاندارد امانتی که مشاوران موظف به اعمال آن هستند شده‌است. در ژوئیه ۲۰۱۰اصلاح داد-فرانک وال استریت و قانون وظیفه حمایت از مصرف‌کننده میزان حمایت از مصرف‌کننده را افزایش داده است. از جمله افشا بیشتر و وظیفه امانتداری که شامل کارگزاران هم شد. در مارچ۲۰۱۳ SEC وظیفه امانتداری را به تمام کارگزارن و مشاوره سرمایه‌گذاری‌ها بدون در نظر گرفتن برنامه هایشان تعمیم داد. برخلاف استاندارد امانتی معتقد است استاندارد بالاتری از وظیفه امانتداری در مقابل استاندارد پایین‌تری از مناسب بودن برای پیاده‌سازی و کاهش انتخابات مصرف‌کنندگان بسیار هزینه بر خواهد بود.

#### ثبت
مشاور سرمایه‌گذاری‌های ثبت شده (RIA) اشاره به مشاوره سرمایه‌گذاری‌هایی دارد که SEC یا سازمان اوراق بهادار دولت آن‌ها را ثبت کرده و به‌طور معمول به یک سرمایه‌گذار خردو یا شرکت سرمایه‌گذاری ثبت شده مانند صندوق‌های سرمایه‌گذاری، یا صندوق قابل معامله در بورس مشاوره می‌دهد. ثبت توسط sec دلالت بر شایستگی آن نیست. نظارت بر برخی از مشاوره‌ها توسط ایالت‌های مستقل و در برخی دیگر توسط SEC انجام می‌گردد.

### کانادا
نقش مشاوره‌های مالی در کانادا متنوع است. بسیاری از مشاوران سرمایه‌گذاری مجوز فروش بیمه عمر، اوراق بهادار، یا صندوق‌های مشترک، یا ترکیبی از هر سه را دارند. سه مجوز متمایز اوراق بهادار وجود دارد. پس از اتمام دوره اوراق بهادار کانادا (CSC) امکان فروش اکثر اوراق بهادار، از جمله سهام، اوراق قرضه، و صندوق‌های مشترک وجود دارد. برای فروش مشتقات و کالاها به مجوزهای بیشتر نیاز است. پس از اتمام یک دوره صندوق‌های مشترک به مشاوران سرمایه‌گذاری اجازه فروش صندوق‌های سرمایه‌گذاری به استثنای صندوق خاص و مهمی مانند ETF را نیز می‌دهند. مجوز سوم مجوز اوراق بهادار معاف است.
در اکثر موارد صدور مجوز نیاز به حمایت یک بیمه گر یا معامله گر دارد. همچنین ضروری است که بیمه خطاها را نیز داشته باشند. اصطلاح مشاوره سرمایه‌گذاری می‌تواند به طیف کامل مشاوران اطلاق گردد به‌طور کلی، صنعت در کانادا به سه کانال مشاور تقسیم شده‌است MGA، MFDA و IIROC. در هر حال کنترل کیفی کمی بر استفاده از این اصطلاح وجود دارد به‌طوری‌که بسیاری از کارگزاران بیمه، آژانس‌های بیمه، کارگزاران اوراق بهادار، برنامه ریزان مالی و دیگران خود را به عنوان مشاوران مالی معرفی می‌کنند.
بسیاری از مشاوران مالی در کانادا برنامه ریزان مالی نیز هستندبا وجود اینکه تعداد کثیری ازطراحان برنامه‌ریزی مالی وجود دارد اما شایعترین آن‌ها خبرگان برنامه‌ریزی مالی هستند گرچه طراحان برنامه‌ریزی مالی شخصی نیزدر کانادا شهرت دارند.

### انگلستان
سه مرکز اصلی دارای صلاحیت مشاوره مالی در انگلستان وجود دارد. اصلی‌ترین آن‌ها مؤسسه بیمه چارترد است که شرایط خدمات مالی حرفه‌ای از مبتدی تا سطح بالا ارائه می‌دهد. دانشکده IFS مالی خدمات دوره جایگزین / صلاحیت در محدوده متخصص و خاصی مانند وام‌های مسکن و انتشار سهام ارائه می‌کند. مؤسسه برنامه‌ریزی مالی، خدمات برنامه‌ریزی مالی تخصصی را ارائه می‌دهد.
در انگلستان، مشاوره سرمایه‌گذاری توسط یک مشاور مالی یا یک کارگزار سهام نیز داده می‌شود.
مشاوران مالی باید یک دوره از امتحانات را قبول شوند و گواهی برنامه‌ریزی مالی یا گواهی برای مشاوران مالی دریافت کنند، و نیز توسط مقامات خدمات مالی، یک quango دولت انگلستان تأیید شود که مشاور یک "فرد مناسب " استدر دسامبر ۲۰۱۲ استاندارد جدیدی مبنی بر اینکه کلیه دارندگان این مدرک و مشاوران موجود برای اینکه در آینده قادر به ارائه مشاوره باشند ملزم به دریافت گواهی جدید هستندعموما پس از نام افرادی که دیپلم یا مدارک بالاتر مشاوره را دارند کلمهDipFA یا DipPFS می‌آید.
مشاوران مالی محدود یا مستقل هستند. یک مشاوره مالی مستقل قادر به انتخاب یک راه حل مناسب برای مشتری از میان تمام محصولات وخدمات موجود در بازار است. مشاوری که قادر به انتخاب آزادانه در تمام بازار نیست محدود است. یک مشاور ممکن است به علت محدوده خاصی که مشاوره می‌دهد محدود شودمانند حقوق بازنشستگی. یا به علت مشاوره بر محصولات یک شرکت مانند یک بانک محدود شوند
عبارت مشاور برتر هیچگاه چیزی بیش از یک عنوان درمقررات FSA/PIA/NASDIMنبوده‌است که اشاره به تعهد قانونی که یک کارگزار جهت جستجوی محصول مالی متناسب با نیاز مشتری داردشرکت ارائه‌کننده تا زمانی که محصول مناسب نباشد آن را ارائه دهد و چنانچه هیچ‌یک از محصولاتش مناسب نباشد نباید هیچ پیشنهادی دهد. در انگلستان بسیاریربر این باورند که مشاوره منصفانه تنها توسط یک مشاور مستقل وجود دارد.

### جمهوری ایرلند
سمت مشاور مالی واجد شرایط به افرادی که دیپلم تخصصی مشاوره مالی را قبول شده و در پیروی از الزامات مقررات «پیشرفت مداوم حرفه‌ای» توافق کرده‌اند اعطا می‌گردد. این عنوان برای مشاوران مالی که خدمات مالی خرده فروشی انجام می‌دهند مورد استفاده قرار می‌گیرد. صلاحیت و گرفتن این عنوان نیازمند «حداقل صلاحیت مورد نیاز» MCR که توسط تنظیم‌کننده مالی برای پنج گروه از محصولا مالی مشخص می‌گردد.
- پس انداز، سرمایه‌گذاری و حقوق بازنشستگی
- وام مسکن و بیمه همکاری
- عتبار مصرف‌کننده و سایر ابزارهای سرمایه‌گذاری
- سیاست‌های حفاظتی بیمه عمر

### نیوزیلند
در حال حاضر گواهی ملی در خدمات مالی در نیوزیلند وجود دارد. تمامی افراد حقیقی و حقوقی به عنوان ارائه‌کننده خدمات مالی باید ثبت شوند. مدیران، کارمندان فروش و خرده فروشی‌های آن‌ها برای ارزش‌گذاری گواهی ملی نیاز است.

### کره جنوبی
در کره جنوبی، انجمن سرمایه‌گذاری مالی کره بر صدور مجوز مشاوران سرمایه‌گذاری نظارت می‌کند.

### استرالیا
کمیسیون اوراق بهادار و سرمایه‌گذاری استرالیا بر صدور مجوز از مشاوران مالی نظارت می‌کند. علاوه بر این، مشاوران مالی در استرالیا ملزم به تعهدات امانتی هستند.
برای مشاهده یک برنامه جامع از قانون امانتی صنعت مشاوره مالی استرالیا به «روابط امانتی در یک زمینه تجاری» توسط JC کمپبل رجوع کنید.